# Gots e Rossinhòu
Gots e Rossinhòu (en francès Gout-Rossignol) és un municipi francès situat al departament de la Dordonya i a la regió de la Nova Aquitània.

## Demografia
| 1962                                       | 1968 | 1975 | 1982 | 1990 | 1999 | 2007 |
| ------------------------------------------ | ---- | ---- | ---- | ---- | ---- | ---- |
| 460                                        | 481  | 442  | 444  | 463  | 429  | 415  |
| Des de 1962: població sense dobles comptes |      |      |      |      |      |      |

## Administració
|  | Període | Partit | Identitat      |
|  | ------- | ------ | -------------- |
|  | 419     |        | Corinne Ducoup |
|  |         | PS     | Jean Faye      |